# Stachyothyrsus
Stachyothyrsus är ett släkte av ärtväxter. Stachyothyrsus ingår i familjen ärtväxter.
Kladogram enligt Catalogue of Life:
| Stachyothyrsus | \| \| Stachyothyrsus stapfiana \| \| \| \| \| \| Stachyothyrsus staudtii \| \| \| \| \| \| Stachyothyrsus tessmannii \| \| \| \| |
|                | \| \| Stachyothyrsus stapfiana \| \| \| \| \| \| Stachyothyrsus staudtii \| \| \| \| \| \| Stachyothyrsus tessmannii \| \| \| \| |
|                | Stachyothyrsus stapfiana |
|                | |
|                | Stachyothyrsus staudtii |
|                | |
|                | Stachyothyrsus tessmannii |
|                | |